# رومپلر سی.۷
رومپلر سی. ۷ (به انگلیسی: Rumpler_C.VII) یک هواگرد ملخ‌پیشین تک‌موتوره از نوع شناسایی ساخت شرکت Rumpler است. هواگرد رومپلر سی. ۷ نخستین پروازش را در ۱۹۱۷ میلادی انجام داد.